# Теорема отсчётов в частотной области
Теорема отсчётов в частотной области гласит, что, если аналоговый сигнал {\displaystyle s(t)\;} имеет  длительность, то его спектр может быть однозначно восстановлен по своим дискретным выборкам, взятым с интервалом:
{\displaystyle \Delta f\leq {\frac {1}{2T_{0}}}\;,}
где {\displaystyle \Delta f} — интервал частотных выборок сигнала; {\displaystyle T_{0}} — период сигнала.

## Пояснение
Данная теорема является дуальной к теореме отсчётов во временной области. Если выполнять дискретизацию спектра сигнала с ограниченной длительностью, то во временной области будет получаться его периодическое продолжение. Если условие {\displaystyle \Delta f\leq {\frac {1}{2T_{0}}}\;} не будет выполняться, то будет возникать наложение во времени (аналогично наложению спектров при дискретизации во временной области).